# Cryptosaccus
Cryptosaccus é um género de gastrópode  da família Hygromiidae.
Este género contém as seguintes espécies:
- Cryptosaccus asturiensis